# Flexikurita
Flexikurita (z anglických slov flexibility a security, tj. flexibilita a bezpečnost) je pojem označující rovnováhu mezi pružným pracovním trhem a sociálním zabezpečením s cílem motivovat k aktivnímu, nikoliv pasivnímu chování občana. Uplatnění našla zatím zejména v Dánsku.
Je to forma strategie pro snížení nezaměstnanosti a zlepšení kvality pracovních míst. Flexikurita je založena na sociální politice, která souvisí s flexibilitou a s jistotou pracovního místa. Tato strategie je reakcí na vývoj současné ekonomiky a potřeby růstu flexibility trhu práce. Také poukazuje na potřebu reforem, ochranu práv pracovníků a sociální zabezpečení pracovníků.

## Hlavní body (dánský model)
Podle Jany Veselé jsou základní prvky dánské flexikurity následující:
- Poměr rovných mezd mezi různými obory.

- Snížení nezaměstnanosti a vytvoření plné zaměstnanosti. Každá pracovně schopná osoba má své zaměstnání.
- Soubor podpůrných programů sociální politiky, které zajistí pomoc náhrady mezd, pomoc v nezaměstnanosti a kvalitní a efektivní rekvalifikační kurzy.
- Odbory, které spolupracují na systému trhu práce, sociální politiky a zajištění práv zaměstnanců.
- Státem garantované příjmy a vytváření nových pracovních míst s minimálním rizikem přestoupení na nové pracovní místo.

## Pilíře flexikurity

### První pilíř – ochrana pracovních míst
Dopad na ochranu pracovních míst je dvojího charakteru. Za prvé je to působení na odlišnost zaměstnání na trhu práce. Jde hlavně o jistotu pracovního místa, délky trvání zaměstnání, finanční ohodnocení a výhody z práce vyplývající. V druhém případě jde o kvalifikovanost, věk a pohlaví osob. Určité striktní dodržování stereotypního zaměstnávání zpomaluje růst trhu práce. Následně pak zvedá míru nezaměstnanosti. Systém flexikurity vyrovnává tyto dva charaktery dopadu ochrany pracovních míst a snaží se snížit poměr mezi prvním a druhým atributem zpomalování trhu práce a zvyšováním míry nezaměstnanosti. Přesto bere ohled na ochranu pracovních míst a flexibilitu trhu práce.

### Druhý pilíř – ochrana zaměstnanosti a příjmů v nezaměstnanosti
Centrálně by se měla ochrana zaměstnanosti týkat funkčního systému, což znamená aktivní politiku zaměstnanosti, vytváření nových pracovních míst pomocí investičních pobídek, zavádění efektivnějších rekvalifikačních kurzů pro nezaměstnané a přímou příprava na dané pracovní místo. Při ztrátě zaměstnání systém zajišťuje garanci příjmů a pomoc při hledání jiného vhodného zaměstnání bez dalších rizik. Tento systém funguje pro všechny osoby stejně bez rozdílu.